# Stazione di Arpino
La stazione di Arpino è una stazione ferroviaria, posta sulla ferrovia Avezzano-Roccasecca, a servizio del comune di Arpino.

## Strutture e impianti
La stazione è gestita da Rete Ferroviaria Italiana (RFI), appartenente alla holding Ferrovie dello Stato.
Il fabbricato viaggiatori si compone di due livelli ma soltanto il piano terra è aperto al pubblico. L'edificio è in muratura ed è tinteggiato di giallo. L'architettura del fabbricato è molto semplice: al centro del fabbricato è presente una grossa apertura (l'unica del piano terra) che forma una specie di galleria che conduce direttamente al piazzale ferroviario senza attraversare alcuna porta. All'interno di questa "galleria" ci sono alcune panche in legno e l'orario ferroviario cartaceo. Il fabbricato è di evidente architettura post-bellica ed è molto simile agli altri fabbricati viaggiatori presenti sulla linea; il fabbricato originale, al pari della maggior parte dei fabbricati viaggiatori della linea, è andato distrutto durante i bombardamenti della seconda guerra mondiale. È inoltre presente un piccolo giardino ed un edificio, oggi in disuso, che ospitava il deposito attrezzi.
Il piazzale ferroviario si compone di due binari. Nel dettaglio:
- Binario 1: è il binario di corretto tracciato;
- Binario 2: è un binario che si trova su tracciato deviato; viene usato per effettuare le precedenze fra i treni.

Entrambi i binari sono dotati di banchina e collegati fra loro mediante una passerella ferroviaria. Degna di nota è la presenza in stazione di deviatoi tallonabili con capacità di ritorno automatico nella posizione iniziale.
La stazione è telecomandata dal Dirigente Centrale Operativo di Avezzano.
Nell'estate del 2022 la Stazione, insieme all'intera linea, è stata interessata da lavori di rinnovo dell'armamento e attrezzaggio propedeutico per l'installazione del sistema di segnalamento di ultima generazione di tipo ETCS Regional livello 2/3, che verrà ultimato negli anni successivi con la realizzazione di un nuovo PPM (Posto Periferico di Movimento) per l’allestimento di apparecchiature tecnologiche destinate al comando, al controllo e alla sicurezza della circolazione ferroviaria nella tratta.

## Movimento
Il servizio ordinario è svolto in esclusiva da Trenitalia (controllata del gruppo Ferrovie dello Stato) per conto della Regione Lazio. I treni che effettuano il servizio sono esclusivamente di tipo regionale.
In totale sono circa 17 i treni che effettuano servizio in questa stazione e le loro principali destinazioni sono Avezzano, Cassino, Sulmona e Sora.
La stazione non ha mai avuto il servizio merci.

## Servizi
- Sala d'attesa